# Folignói Szent Felicián
Folignói Szent Felicián (latinul: Felicianus, olaszul: San Feliciano di Foligno) (160 körül – 249. január 24.) szentként tisztelt ókeresztény püspök.
193-tól 56 éven át szolgált Foligno város püspökeként, hirdette az evangéliumot Umbriában és Assisiben. Végül 249-ben Decius római császár több kereszténnyel együtt elfogatta, és Rómába hajtatta. A mintegy 90 éves püspök azonban nem bírta elviselni az út fáradalmait, és a fővárostól néhány mérföldnyire összerogyva kilehelte a lelkét. A katolikus egyház szentként tiszteli és halála napján üli meg emlékét. Érdekesség, hogy a sírja fölé emelt templomban tért meg Folignói Szent Angéla sok évszázaddal később.